# Kay Sievers

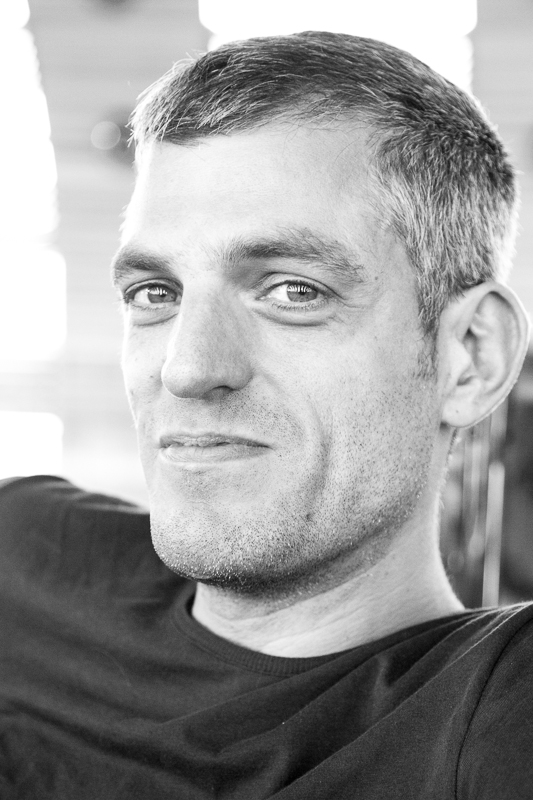
Kay Sievers

Kay Sievers ist ein deutscher Programmierer und Entwickler freier Software im Linux-Umfeld, der bekannt ist für die Daemons udev zur Geräteverwaltung und systemd für den Systemstart und für den UEFI-Bootloader Gummiboot. Des Weiteren leistete er wesentliche Beiträge zum Hotplug-Projekt (für Plug and Play).
Im Jahre 2012 war Sievers zusammen mit Harald Hoyer die treibende Kraft bei der Zusammenführung der /lib-,  /bin- und /sbin-Dateisystem-Bäume zu /usr (usrmerge) unter Fedora. Diese Vereinfachung wurde von anderen Distributionen wie z. B. Arch Linux übernommen.
Kay Sievers war von 2011 bis 2019 bei Red Hat angestellt und arbeitete vorher bei Novell und ist seitdem für die Berliner Firma Versio Duo tätig.